# 阿斯佩峰
42°46′N 0°35′E / 42.767°N 0.583°E

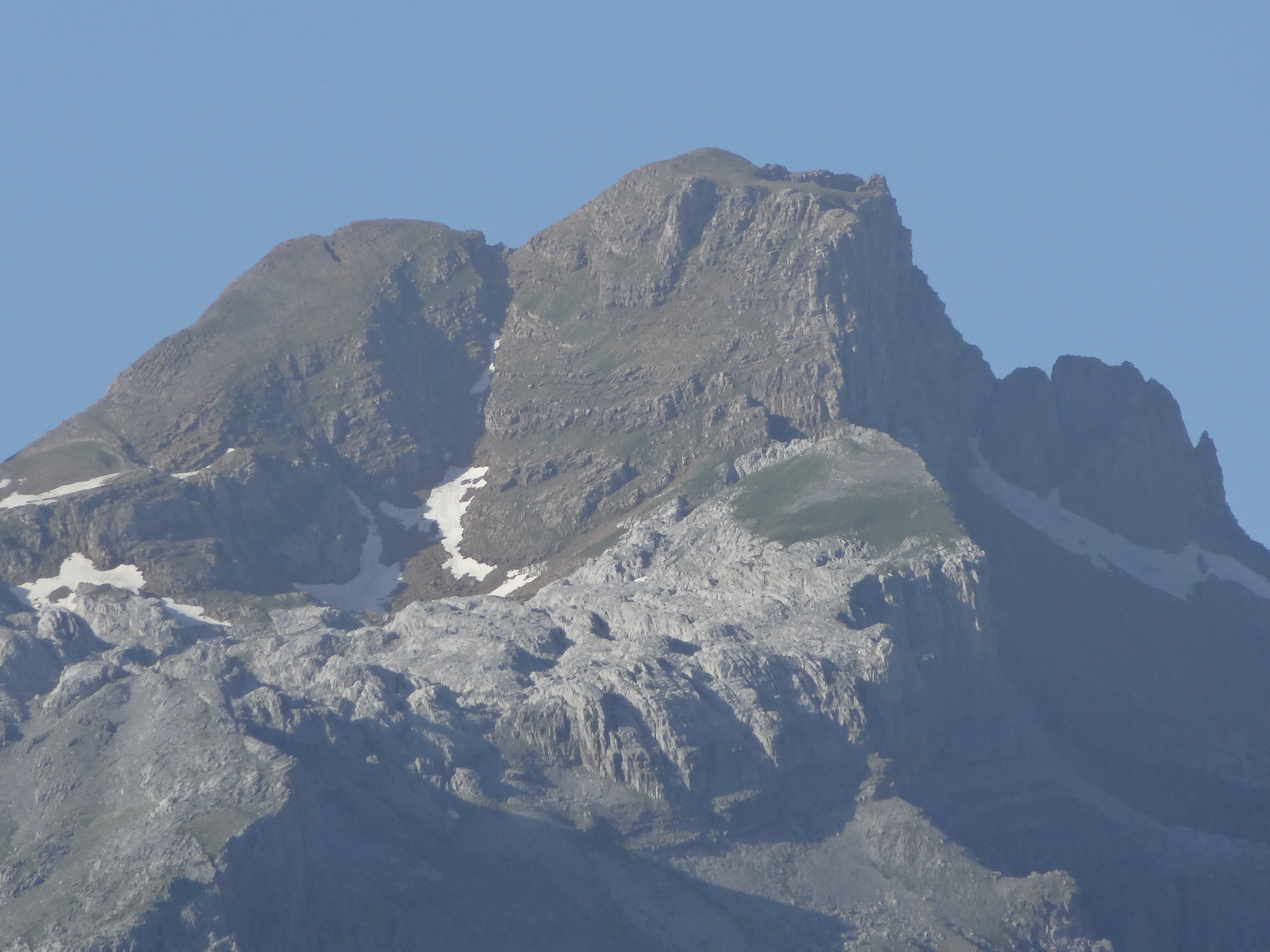

阿斯佩峰（西班牙語：Pico Aspe），是西班牙的山峰，位於該國北部韋斯卡省，處於比利亞努阿以北和坎夫蘭克以西，屬於比利牛斯山的一部分，海拔高度2,645米。